# 1249. grenadirski polk (Wehrmacht)
1249. grenadirski polk (izvirno nemško 1249. Grenadier-Regiment; kratica 1249. GR) je bil pehotni polk Heera v času druge svetovne vojne.

## Zgodovina
Polk je bil ustanovljen 3. marca 1945 v Naumburgu iz šolskih enot za obrambo Cottbusa. Istega meseca je bil preimenovan v 697. grenadirski polk.